# Hẻm núi bazan Miles

Toàn cảnh hẻm núi.

Hẻm núi bazan Miles là khu vực có nhiều loại đá tiếp xúc với các điểm chứa và dòng chảy dung nham nằm ở Nam Trung Yukon, Canada.

## Mô tả
Vùng đá núi lửa tiếp xúc tốt nhất và dễ tiếp cận nhất là ở khu vực mà sông Yukon chảy qua với một loạt kênh rạch phía nam Whitehorse. Trong mùa xuân, có thể nhìn thấy dòng bazan ở đập thủy điện nằm tại hạ lưu sông Yukon ở Whitehorse, chúng được tạo ra để lấy năng lượng từ thác, được gọi là White Horse Rapids. Những thác ghềnh cũng như hẻm núi Miles là một thách thức thực sự đối với những người đào vàng trong Cơn sốt vàng Klondike, và cũng thiết lập điểm cuối cho cuộc đua ngược dòng. Đây là lý do tại sao khu định cư Closeleigh được tạo ra, cuối cùng thành lập thành phố Whitehorse.
Các dòng dung nham và than nón trong khu vực núi lửa phức hợp của hồ Alligator, về phía tây nam của Whitehorse là một điểm lý tưởng, nơi tích tụ của những tảng đá.
Đá bazan trong Hẻm núi Miles được cho là thuộc về thời Pleistocene. Tuy nhiên, nghiên cứu địa chất với sự trợ giúp của phân tích Địa thời học cho thấy những khối đá này lâu đời hơn nhiều. Những phần đá nằm dọc theo sông Yukon có 8,4 triệu năm tuổi (từ thời Miocene) và dòng chảy của hồ Alligator là 3,2 triệu năm tuổi (thời Pliocene). Các nón hồ Alligator có thể trẻ hơn nhưng đã bị ảnh hưởng bởi băng hà nên chúng không hoàn toàn thuộc về thời kỳ hậu thuộc địa.

## Thư viện hình ảnh

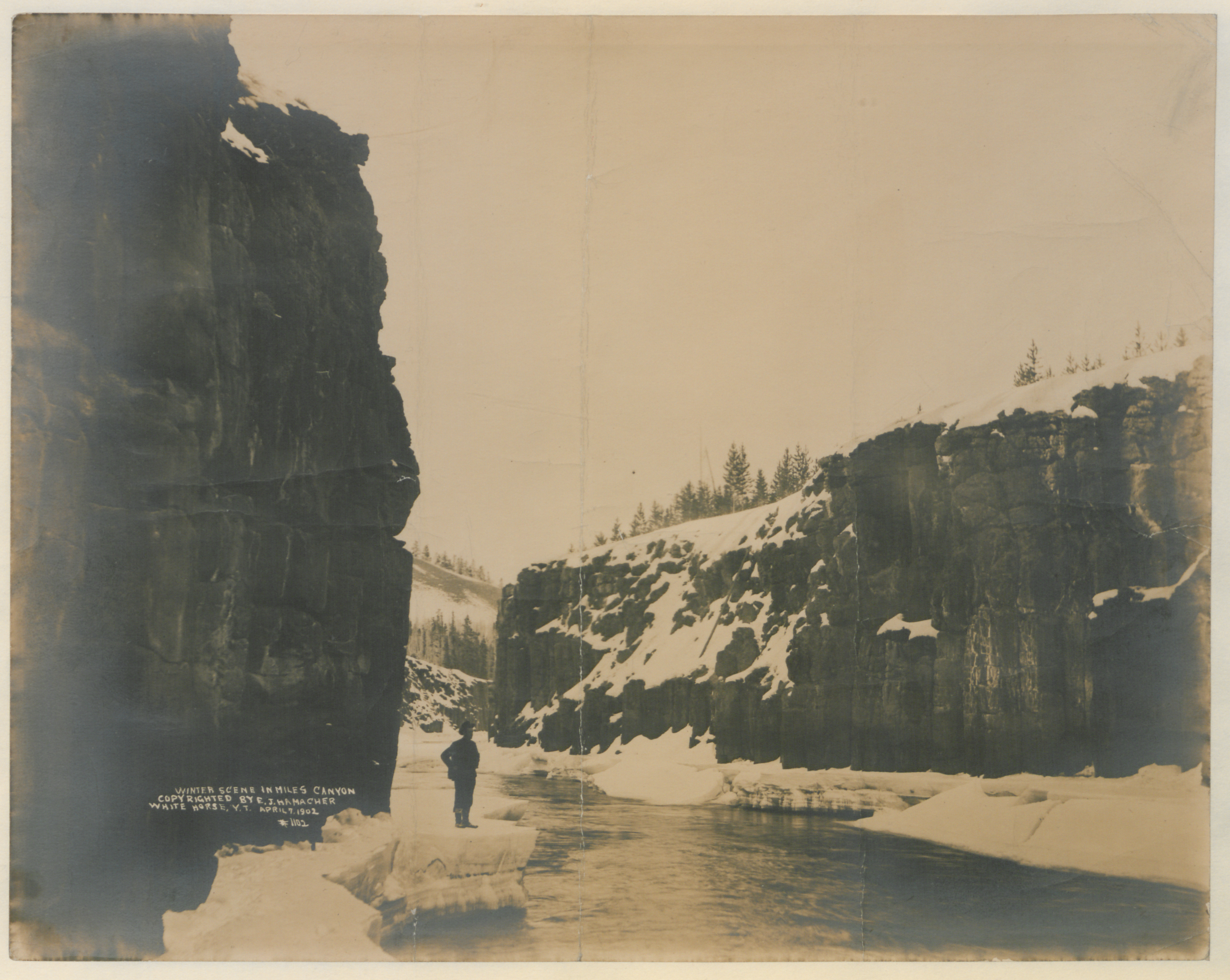
Khung cảnh mùa đông ở Hẻm núi Miles, 1902
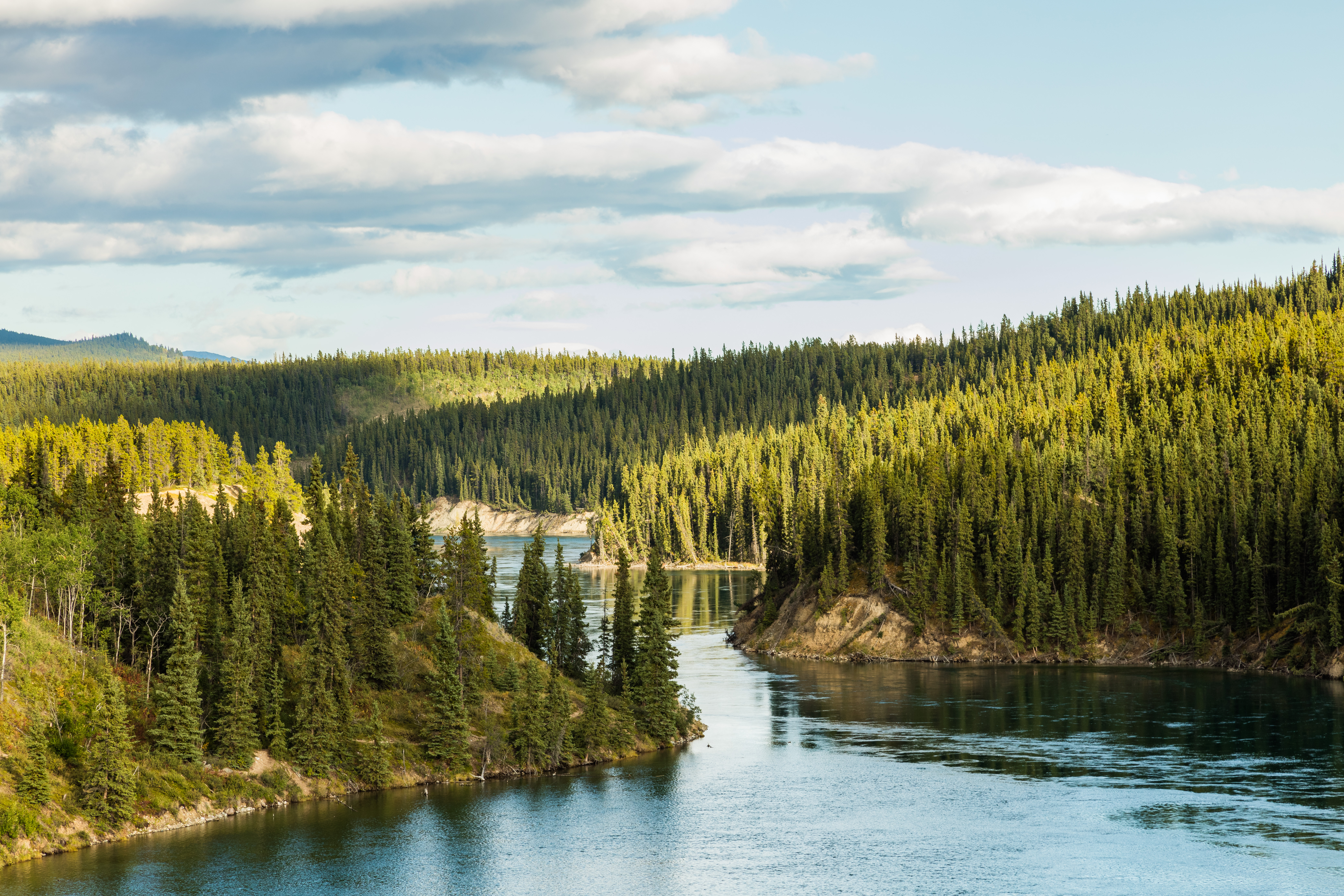
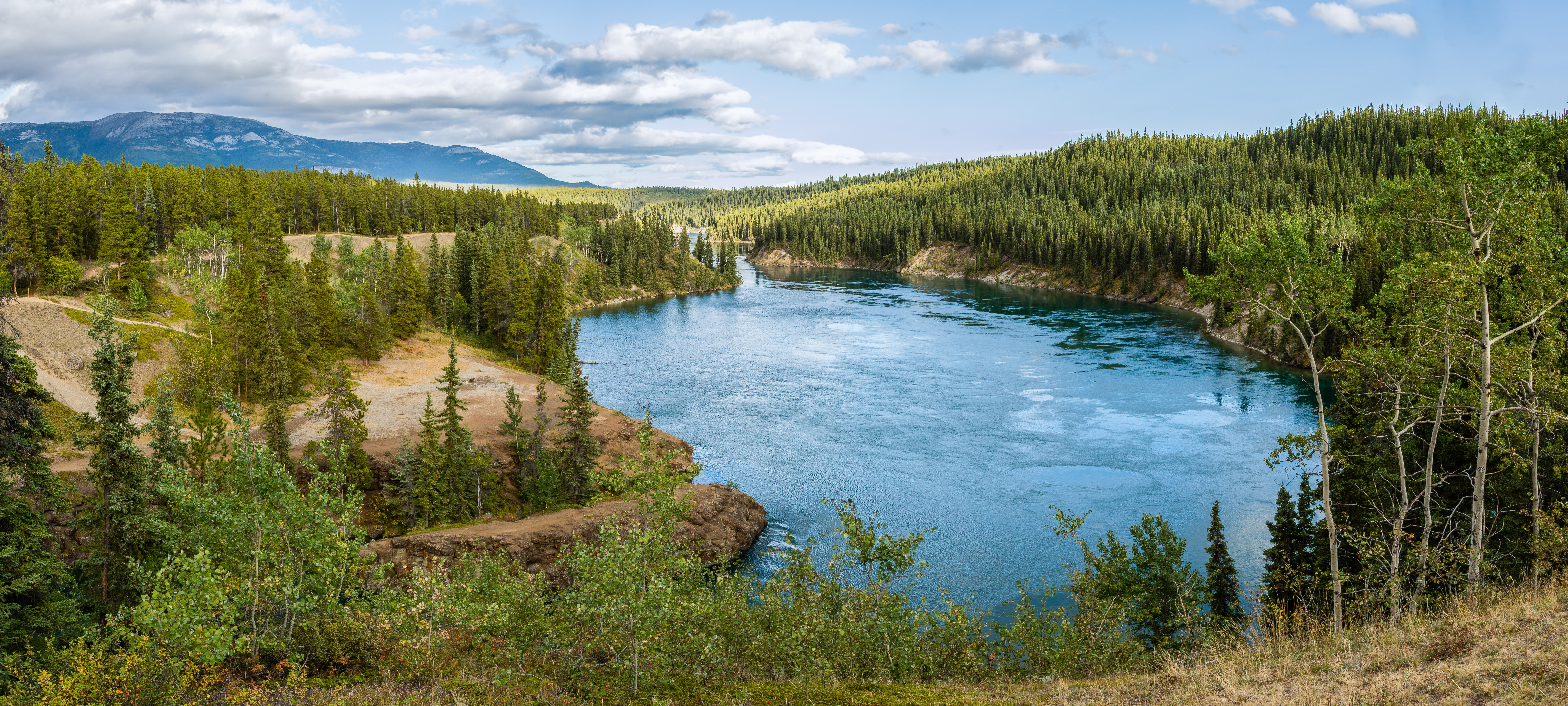
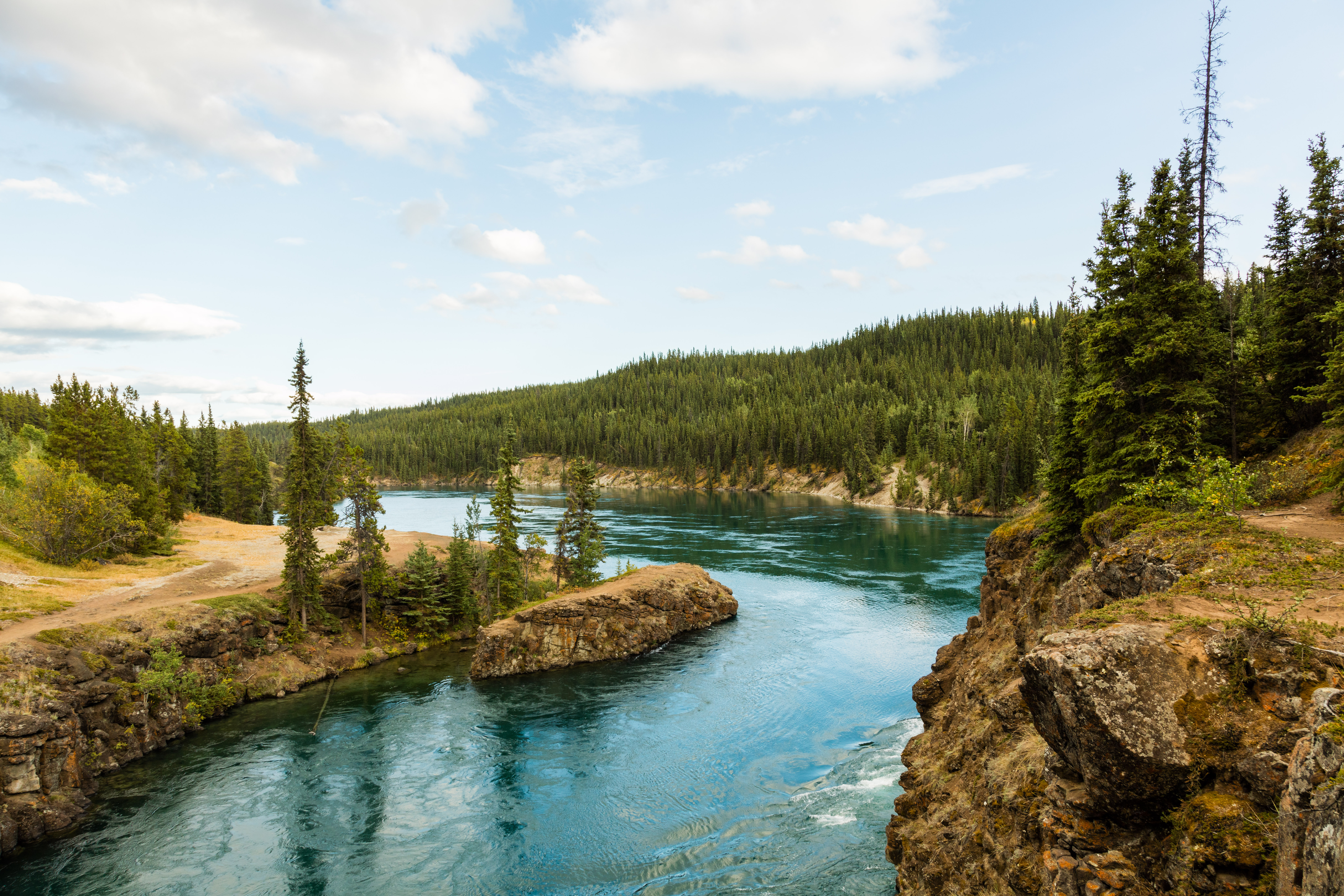
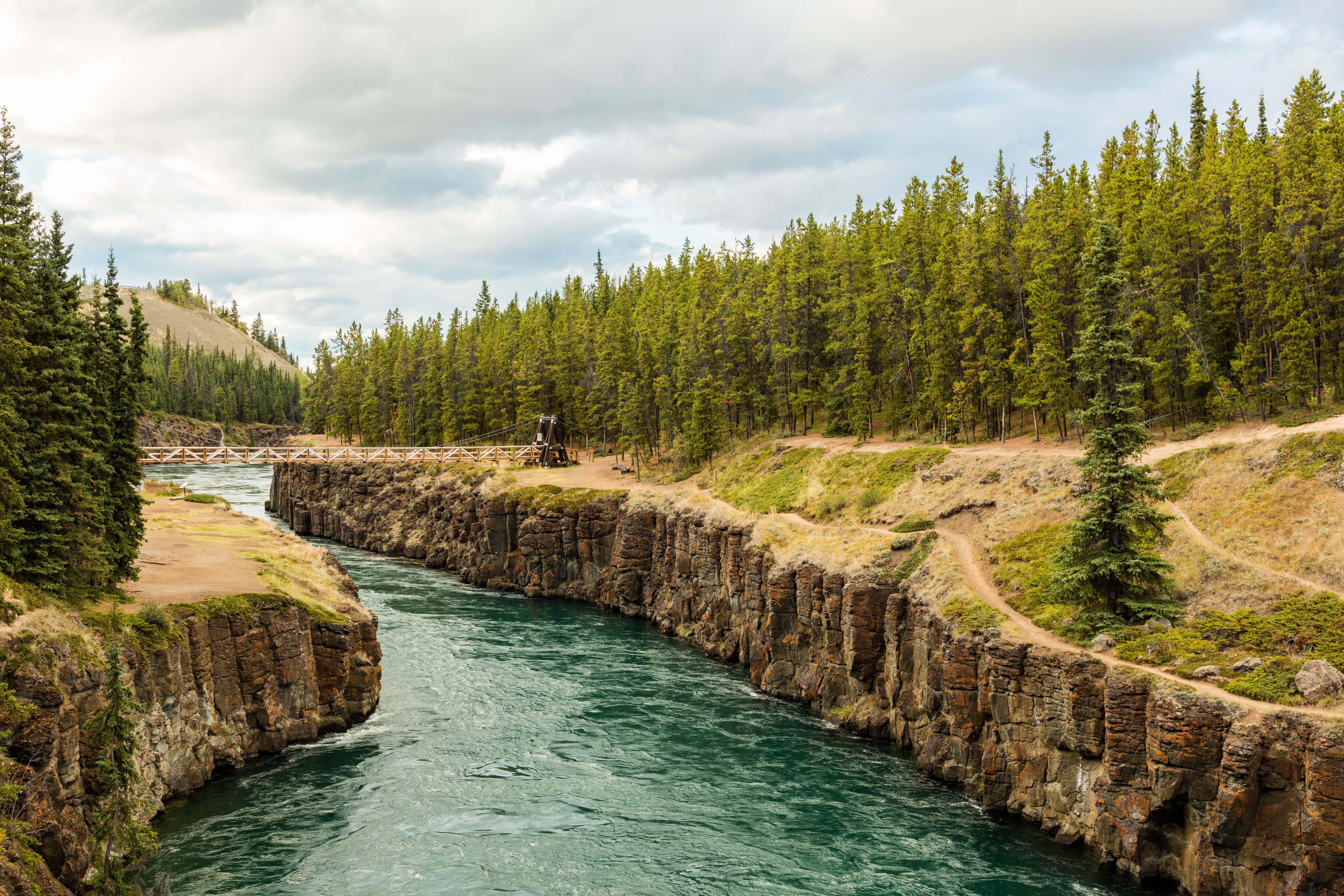
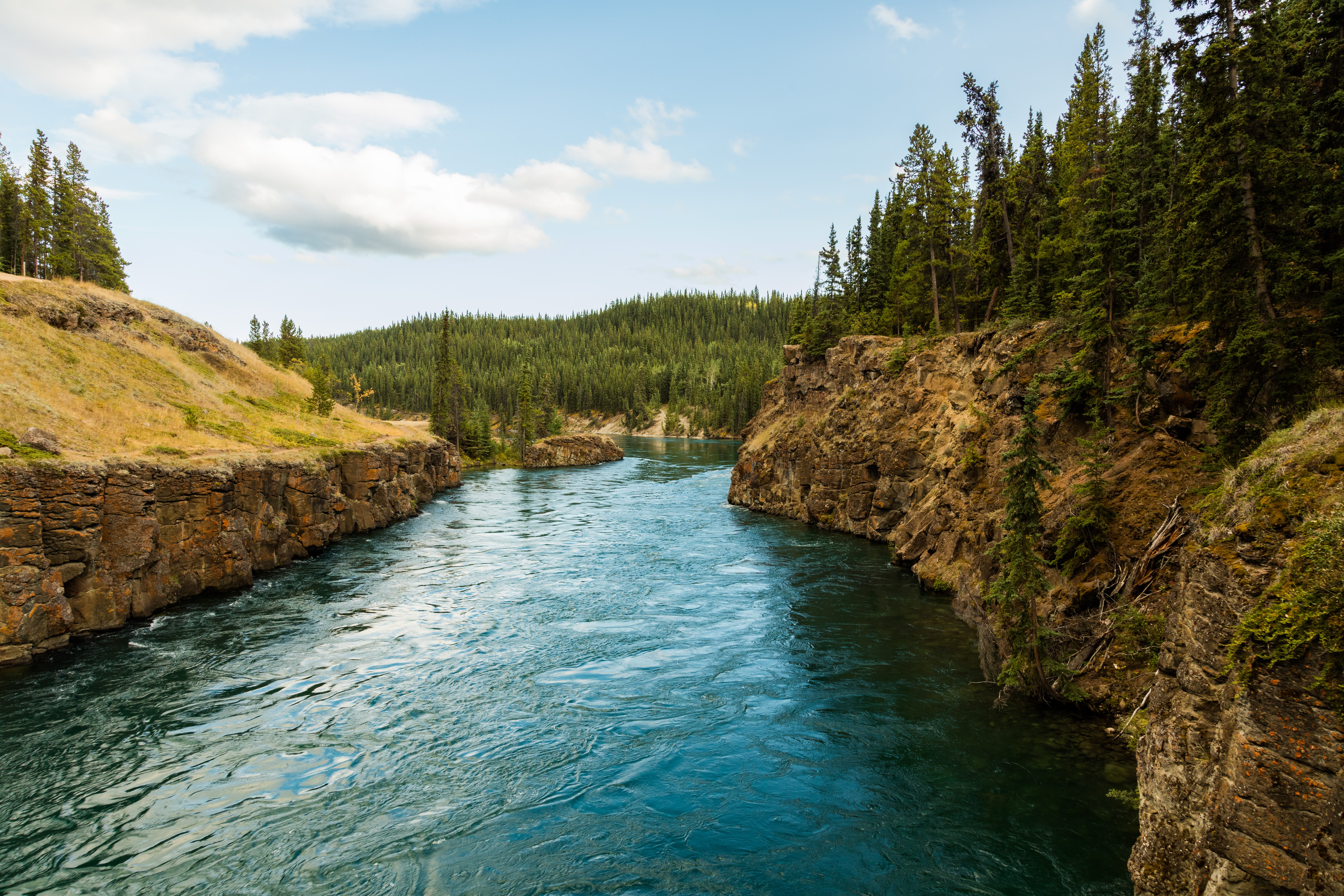
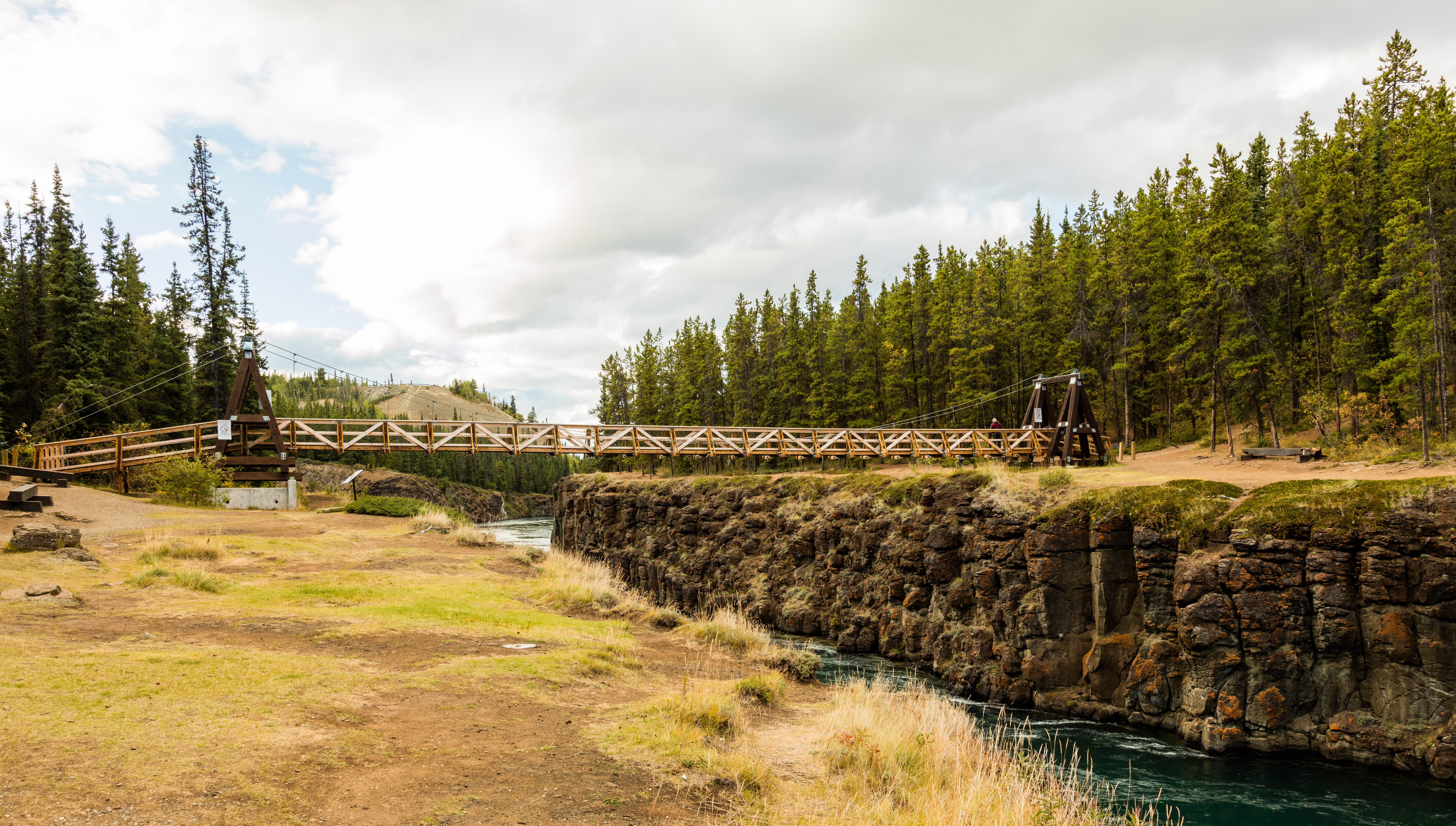
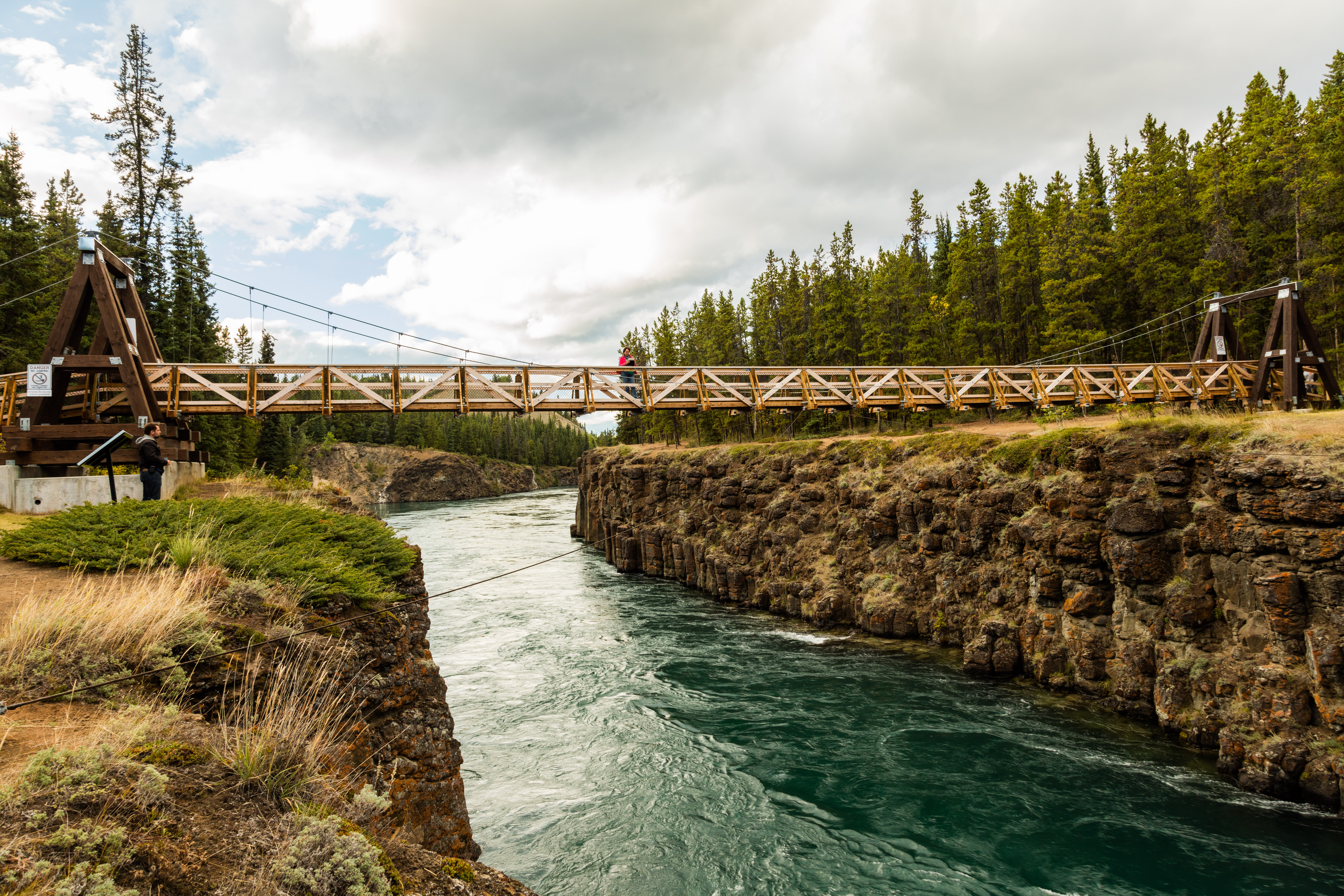
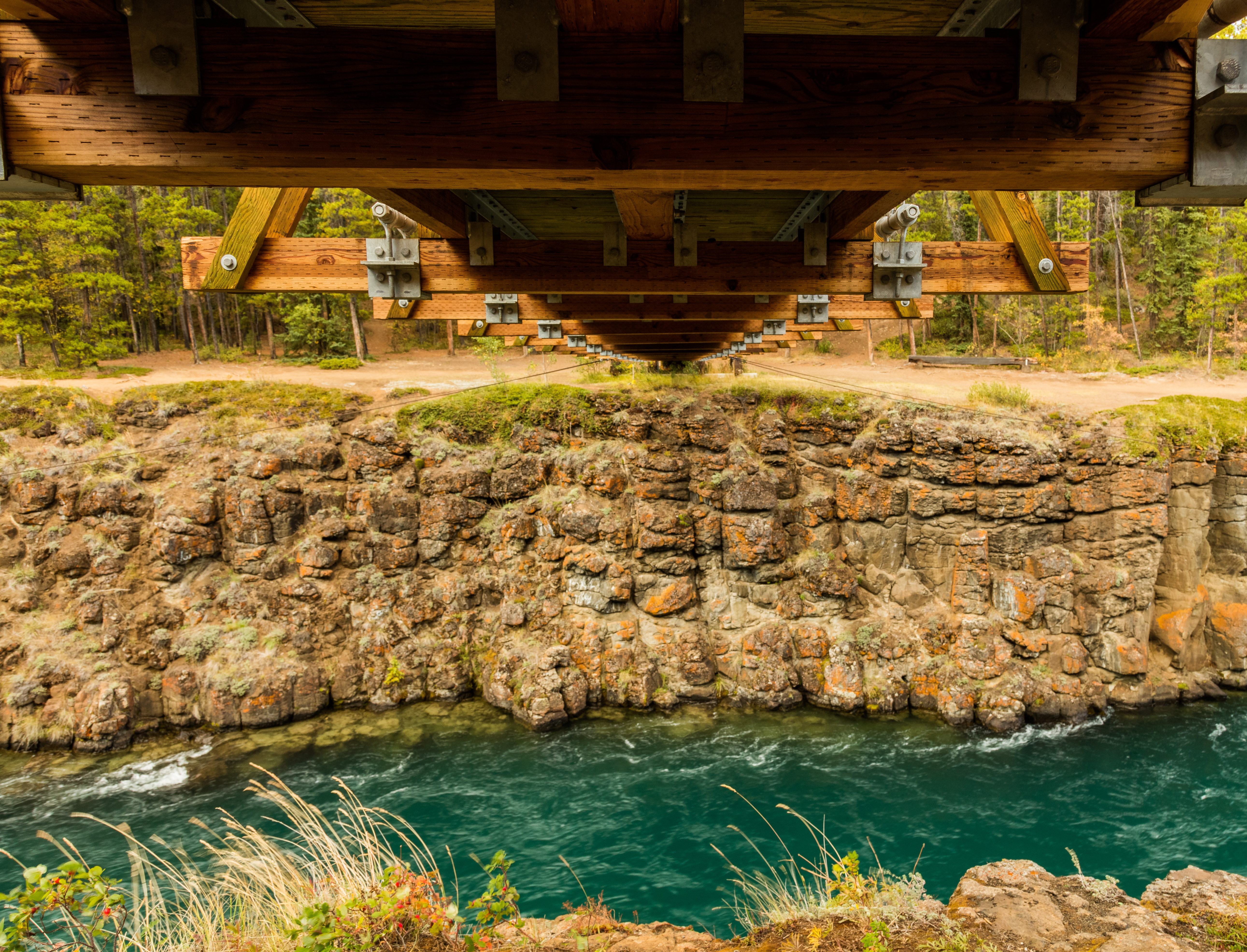
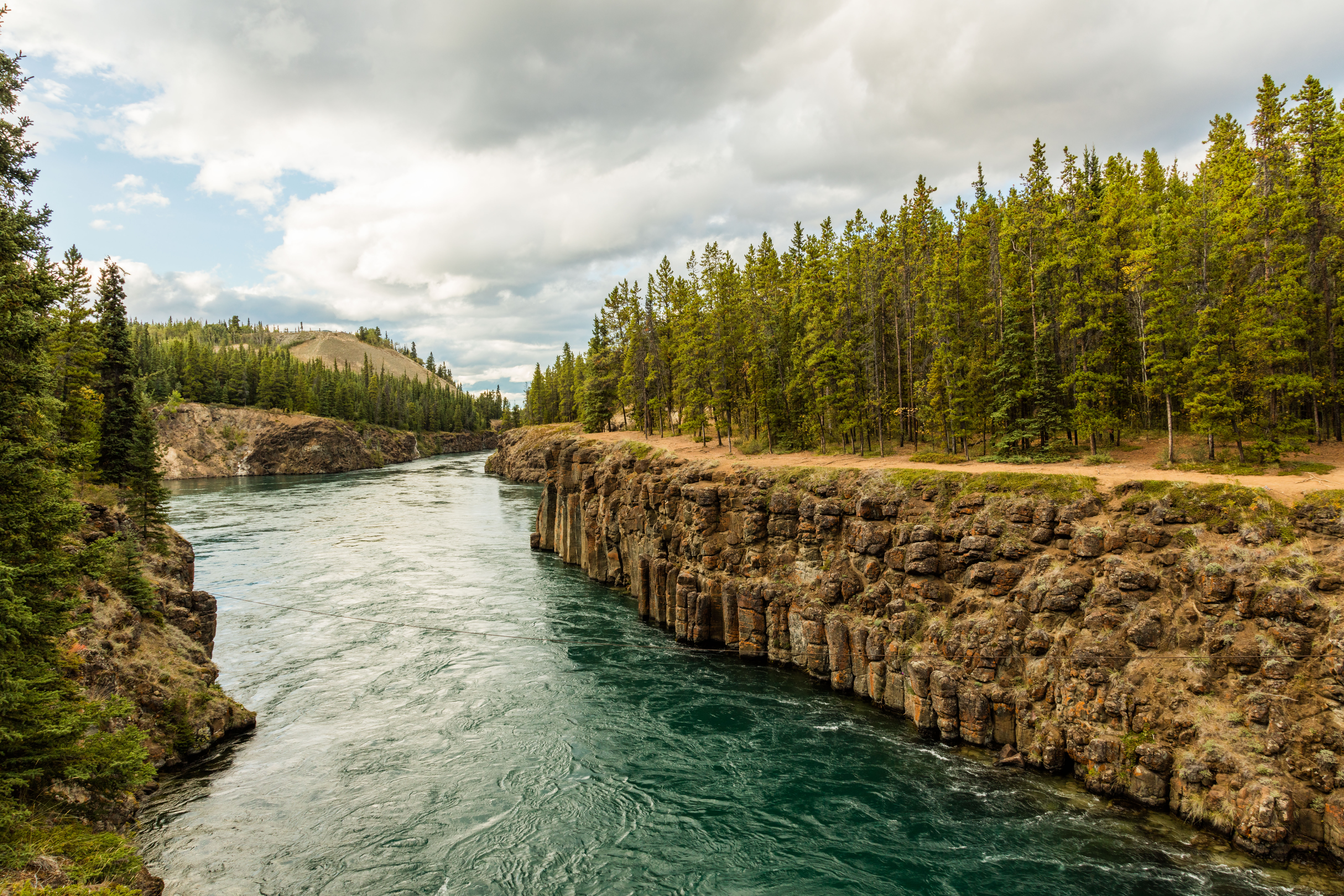
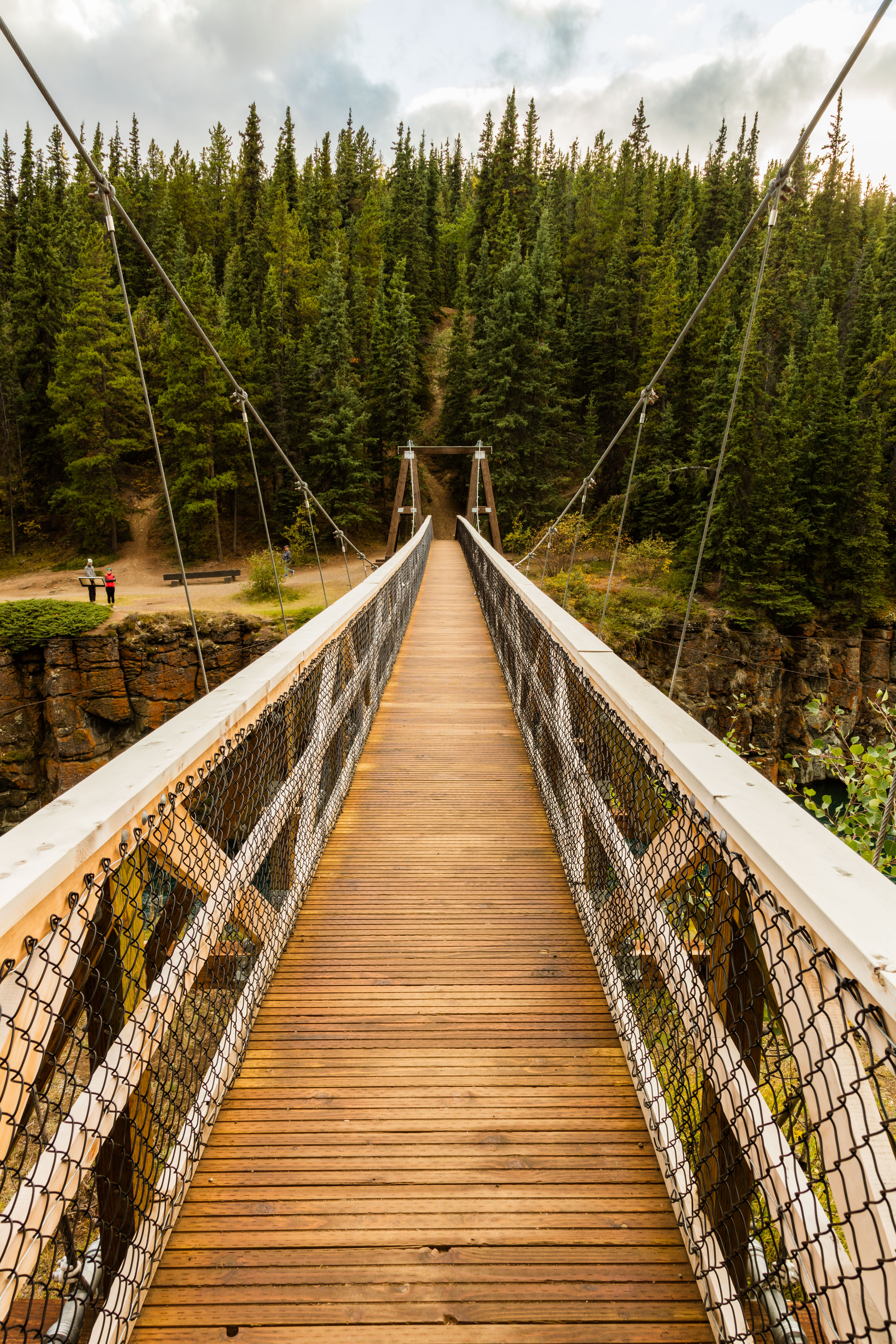
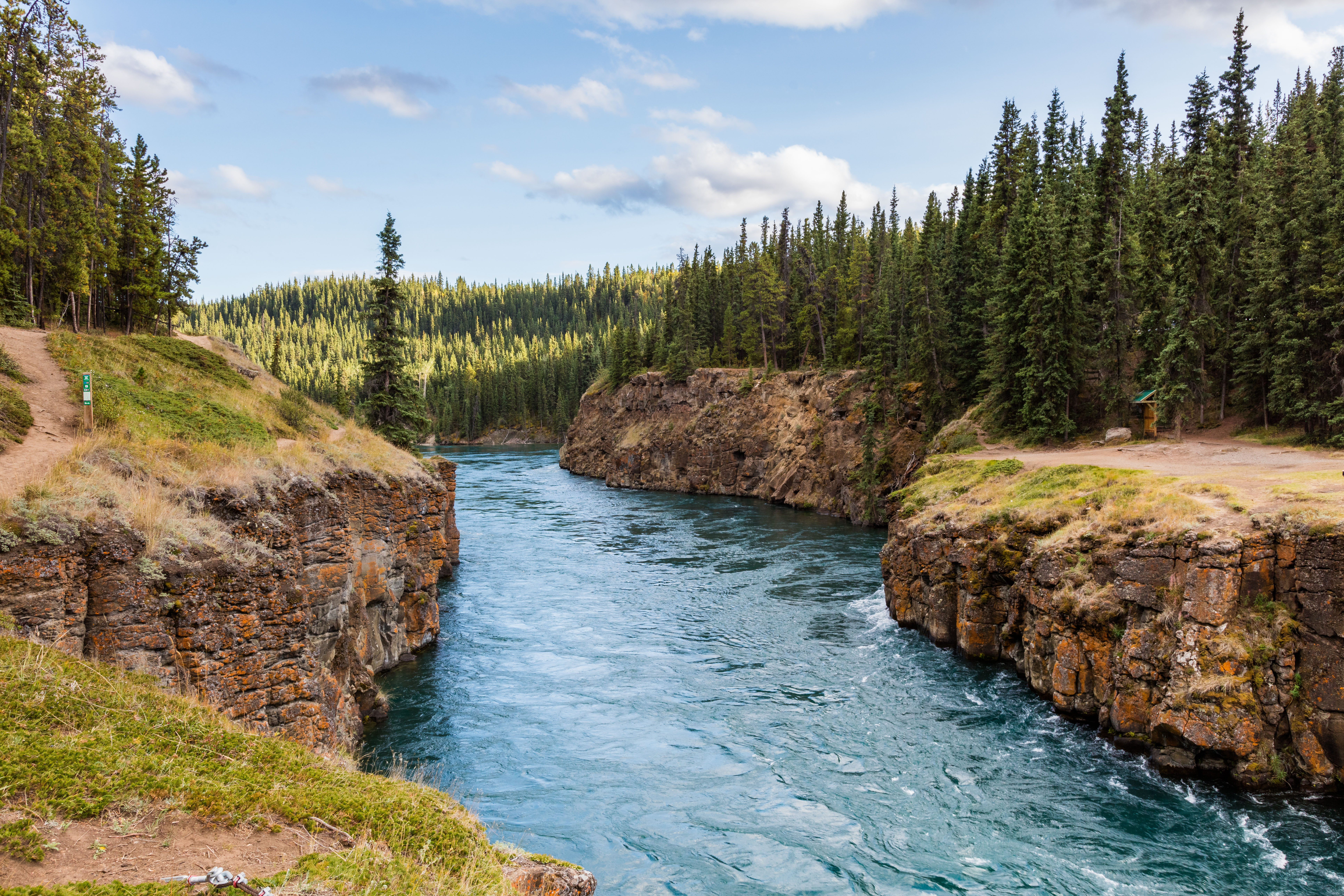
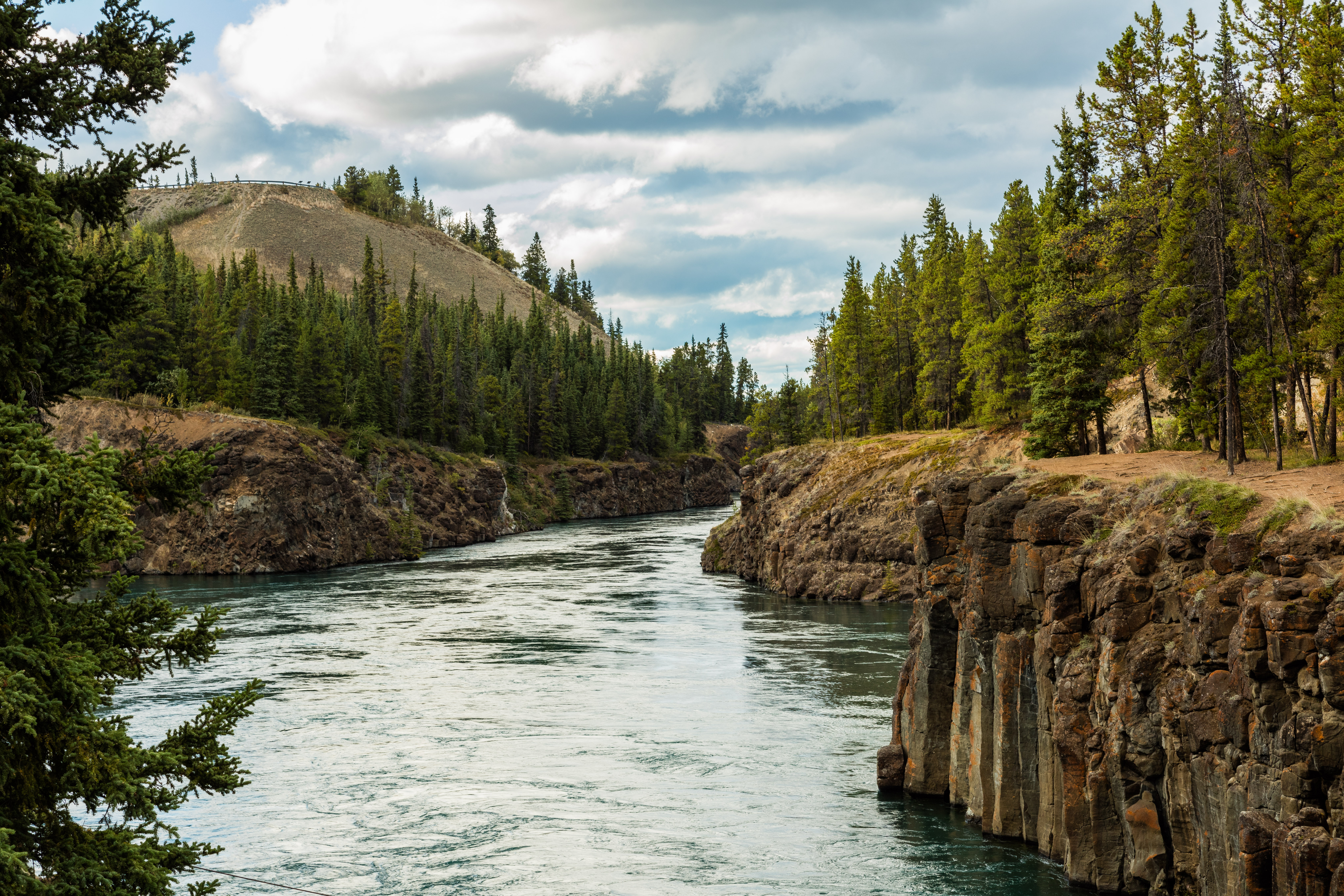